# High Tech Industries
Die HTI High Tech Industries AG war ein in St. Marien beheimatetes Unternehmen der Leichtbauindustrie, Engineering und Energietechnik. Dort bediente es mit seinen Produkten Kunden aus der Automobil-, Nutzfahrzeug- und Luftfahrtindustrie.
Die HTI schickte im August 2019 ihre Tochter Gruber & Kaja, Druckguss mit 200 Mitarbeitern in die Insolvenz. Gruber & Kaja entwickelte in den 1950ern den Kelomat Druckkochtopf.
Mangels ernsthafter Interessenten für die HTI wurde ein Konkursverfahren eingeleitet.

## Unternehmen
Zu den Kunden der Zulieferei zählen unter anderem die Firmen Airbus, Audi, BMW, Boeing, Daimler, Jaguar, MAN, Porsche, Volvo und VW. Sie werden mit Produkten aus Aluminium-Druckguss und Kunststoff-Spritzguss versorgt. Seit dem 13. Juni 2005 ist HTI an der Wiener Börse im amtlichen Handel, Marktsegment Mid Market notiert.

## Vorstand und Aufsichtsrat
Im Jahr 2014 waren folgende Personen Mitglieder des Vorstandes und Aufsichtsrats:
- Peter Glatzmeier, CEO
- Nikolaus Kretz, CFO
- Kurt Helletzgruber, Vorsitzender des Aufsichtsrats
- Gerd-Dieter Mirtl, Stv. Vorsitzender des Aufsichtsrats
- Fritz Kretz, Aufsichtsrat
- Christian Loimayr, Aufsichtsrat

## Standorte
- Fohnsdorf, Steiermark
- Neudörfl, Burgenland
- Vráble, Slowakei
- Brașov (Kronstadt), Siebenbürgen, Rumänien